# Salinas (San Luis Potosí)
Salinas de Hidalgo es una ciudad del estado mexicano de San Luis Potosí y cabecera del municipio de Salinas, localizado en el Altiplano de San Luis Potosí, en el oeste del territorio. La localidad llevaba el mismo nombre que el municipio hasta 1960, fecha en que se modifica a su nombre actual.

## Historia
La población que hoy es Salinas, San Luis Potosí, fue fundada el 8 de septiembre de 1596 por el conquistador Juan de Tolosa con el nombre de Salinas del Peñón Blanco, recibió su nombre debido a la gran cantidad de salinas que se encuentran en el lugar y que hasta la fecha son explotadas comercialmente para la extracción de sal, al pie del cerro del Peñón se encuentra asentada la población; en cuanto a religión en 1787 se convirtió en uno de los distritos de Intendencia de San Luis Potosí y pronto fue erigida en parroquia, con lo que comenzó la construcción del templo que es actualmente el Santuario de Nuestro Padre Jesús.
El 24 de febrero de 1811 arribó a Salinas don Miguel Hidalgo y Costilla junto a los restos del ejército insurgente que venía en retirada rumbo a Texas tras la derrota en la Batalla de Puente de Calderón, Hidalgo se hospedó durante algunas horas en Salinas, para luego salir rumbo a Charcas; tras la independencia, Salinas centró su actividad comercial en la explotación de la sal, de esa época data uno de los principales edificios de ese municipio, conocido como la Casa Grande de la Negociación Salinera, construida en las afueras del pueblo y rodeada de una muralla defensiva, debido a que durante gran parte del siglo XIX, Salinas, como casi todo el norte de México, siguió sufriendo continuos ataques por parte de grupos indígenas que no se sometían al gobierno; durante estos años fue también fuertemente afectada por una epidemia de cólera morbus que se extendió por gran parte del estado de San Luis Potosí. La actividad económica e importancia de Salinas tuvieron un gran impulso con la llegada del ferrocarril, y al situarse a la mitad del recorrido de la línea entre Aguascalientes y San Luis Potosí la convirtió en un centro de actividad ferrocarrilera. Este hecho contribuyó a que durante la Revolución mexicana, en el año de 1913, fuera atacada por fuerzas revolucionarias que incendiaron la estación de ferrocarril.
El decreto número 22 del Congreso de San Luis Potosí, con fecha del 29 de diciembre de 1960 le dio el nombre oficial de Salinas de Hidalgo, en honor a que el Padre de la Patria había pernoctado en la población.

## Localización y demografía
Salinas se localiza al oeste del estado de San Luis Potosí y en medio de una amplia zona desértica, sus coordenadas geográficas son 22°37′40.87″N 101°42′56.05″O / 22.6280194, -101.7155694 y se encuentra a una altitud de 2,070 metros sobre el nivel del mar, la ciudad de San Luis Potosí se encuentra a 97 kilómetros al este y la ciudad de Zacatecas a 93 kilómetros al oeste, el hecho de localizarse exactamente a la mitad de ambas ciudades la convierte en un importante centro de comunicación carretera, al pasar junto a la población la Carretera Federal 49, una de las principales vías que unen el norte con el centro del país, gran parte de la actividad económica de la población proviene de su situación en la carretera; con anterioridad también lo había sido por el ferrocarril, situado junto a línea Aguascalientes-San Luis Potosí, sin embargo actualmente la actividad del ferrocarril es casi nula.
De acuerdo a los resultados del Conteo de Población y Vivienda de 2010 realizado por el Instituto Nacional de Estadística y Geografía, la población total de Salinas es de 30,190 habitantes, de los cuales 14,548 son hombres y 15,642 son mujeres. La religión predominante es la católica, su feria patronal regional se lleva a cabo el primer viernes de marzo de cada año, la festividad religiosa se celebra a la Imagen de Jesús de Nazareth en la advocación de Nuestro Padre Jesús.